# اسلام‌آباد علیا (بهبهان)
اسلام‌آباد علیا، روستایی از توابع بخش مرکزی شهرستان بهبهان در استان خوزستان ایران است.

## جمعیت
این روستا در دهستان حومه قرار دارد و براساس سرشماری مرکز آمار ایران در سال ۱۳۸۵، جمعیت آن ۱٬۴۰۴ نفر (۲۶۴ خانوار) بوده‌است.